# Фуштей Костянтин Костянтинович
Фуштей Костянтин Самооборона.

## Біографія
відбувалось налаштування та запуск в роботу Барського ХПП.
З 2008 р. — працював у різних організаціях та підприємствах консультантом з безпеки та охорони фізичних і юридичних осіб.
У 2005 році познайомився з Русланом Зайченком, Миколою Карпюком та Валерієм Вороновим, вступив до лав УНСО. В 2011 став головою Контрольно-ревізійної комісії УНСО, брав активну участь у Революції гідності (2013–2014), а 22-25 січня 2014 року разом з Сашком Білим, Жовтнем та Богуном був координатором захопленнь обласних держадміністрацій.
Після викрадення спецслужбами РФ Миколи Карпюка та вбивства Сашка Білого навесні 2014 року організація поринула у кризу. Не склалася співпраця політичного крила УНА з рухом «Правий Сектор». Саме тоді її очолює Фуштей. У жовтні 2014 року старійшини організації збираються на засідання Вищої Ради УНСО, де обирають Костянтина Фуштея Головним командиром громадської організації «Українська Націоналістична Самооборона».
Саме завдяки діяльності Фуштея у 2014 р. було створено Добровольчий батальйон УНСО, який ввійшов до складу Збройних Сил України; передано у розпорядження УНСО військову базу у Гущинцях, де тепер створено та обладнано навчальний центр ім. Є.Коновальця, в якому проходять фахові вишколи добровольці УНСО; започатковано формування резервних батальйонів територіальної оборони УНСО у співпраці з місцевими військкоматами. Активно розвивається та удосконалюється структура осередків по всій Україні, більшість яких знаходилась в занепаді або припинила свою діяльність після Революції Гідності.
Завдяки зусиллям команди Фуштея та за підтримки досвідчених старійшин організації, у квітні 2014 року було відновлено політичне крило — партію УНА-УНСО. Костянтин Фуштей став Головою партії.